# Berdeniella calabricana
Berdeniella calabricana är en tvåvingeart som beskrevs av Wagner 1994. Berdeniella calabricana ingår i släktet Berdeniella och familjen fjärilsmyggor.
Artens utbredningsområde är Italien. Inga underarter finns listade i Catalogue of Life.